# Rue du Petit-Musc
La rue du Petit-Musc est une voie ancienne du quartier parisien du Marais, dans le 4e arrondissement.

## Situation et accès
La rue du Petit-Musc, d'une longueur de 333 mètres, est située dans le 4e arrondissement, quartier de l'Arsenal, et commence au 2, quai des Célestins et finit au 23, rue Saint-Antoine.
Ce site est desservi par la ligne 7 à la station de métro Sully - Morland.

## Origine du nom
L'étymologie « Pute y muse » (au sens de « s'y promène ») ou « Putes y musent » est fréquemment citée, mais elle est récente et inexacte. Les auteurs plus anciens citent l'ancien français muce (« cachette » ou « se cache »), qui a pu s'interpréter comme « musent » en français moderne.
Mais « Pute-y-muce », que l'on trouve effectivement dans le Dit des rues de Paris (~1300), pourrait être en amont une déformation populaire de « petit muce » (petite cache, petite retraite), d'après « lhostel de Petit Muche » qui s'élevait à cet endroit. L'hôtel a pu lui-même tirer son nom du seigneur d'un lieu de ce nom. L'abbé Lebeuf croit que ce nom vient du fief du Petit-Muce dans la seigneurie de Tournan ; le toponyme petit muce existe encore en Chevreuse, par exemple.
L'hôtel a pu prendre ce nom postérieurement, parce que c'était une petite retraite discrète (en particulier pour des rencontres discrètes ?). Il est possible que l'hôtel ait acquis un surnom de « Pute y muce » parce qu'un galant y rencontrait son amante, mais on peut noter que l'expression n'est pas au pluriel « Putes y mucient » (qui aurait été phonétiquement marqué en 1300), donc il ne s'agit certainement pas « des prostituées » mais d'une femme qualifiée de prostituée.
Une autre interprétation, « Put y muce », une puanteur s'y cache, du même esprit, viendrait de ce que cette rue sale et située hors de l'enceinte de Philippe Auguste, près d'une voirie, s'appelait ainsi, de put (« puant ») ou de putain et muce (« caché »).

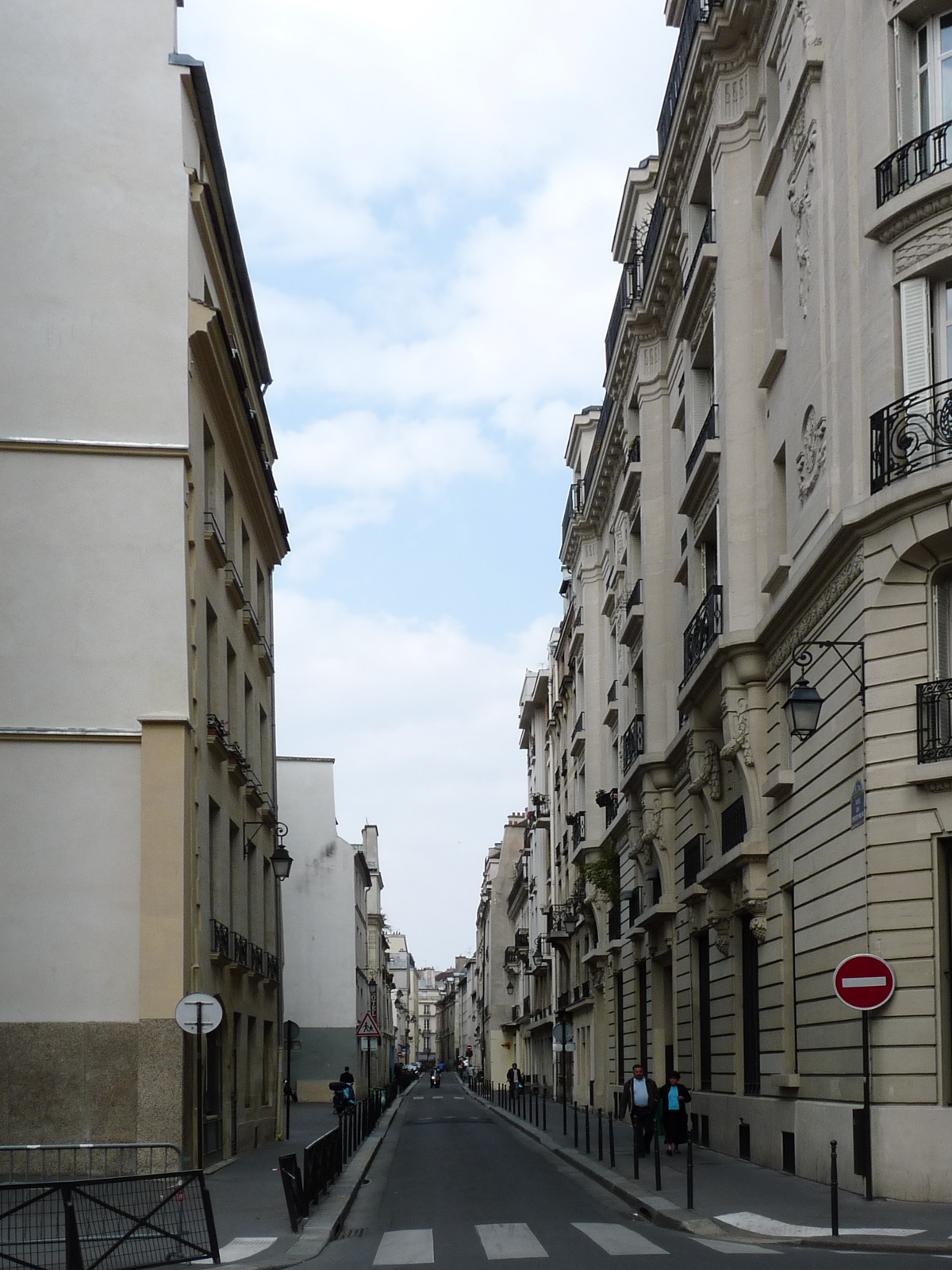
Rue vue depuis le quai des Célestins.
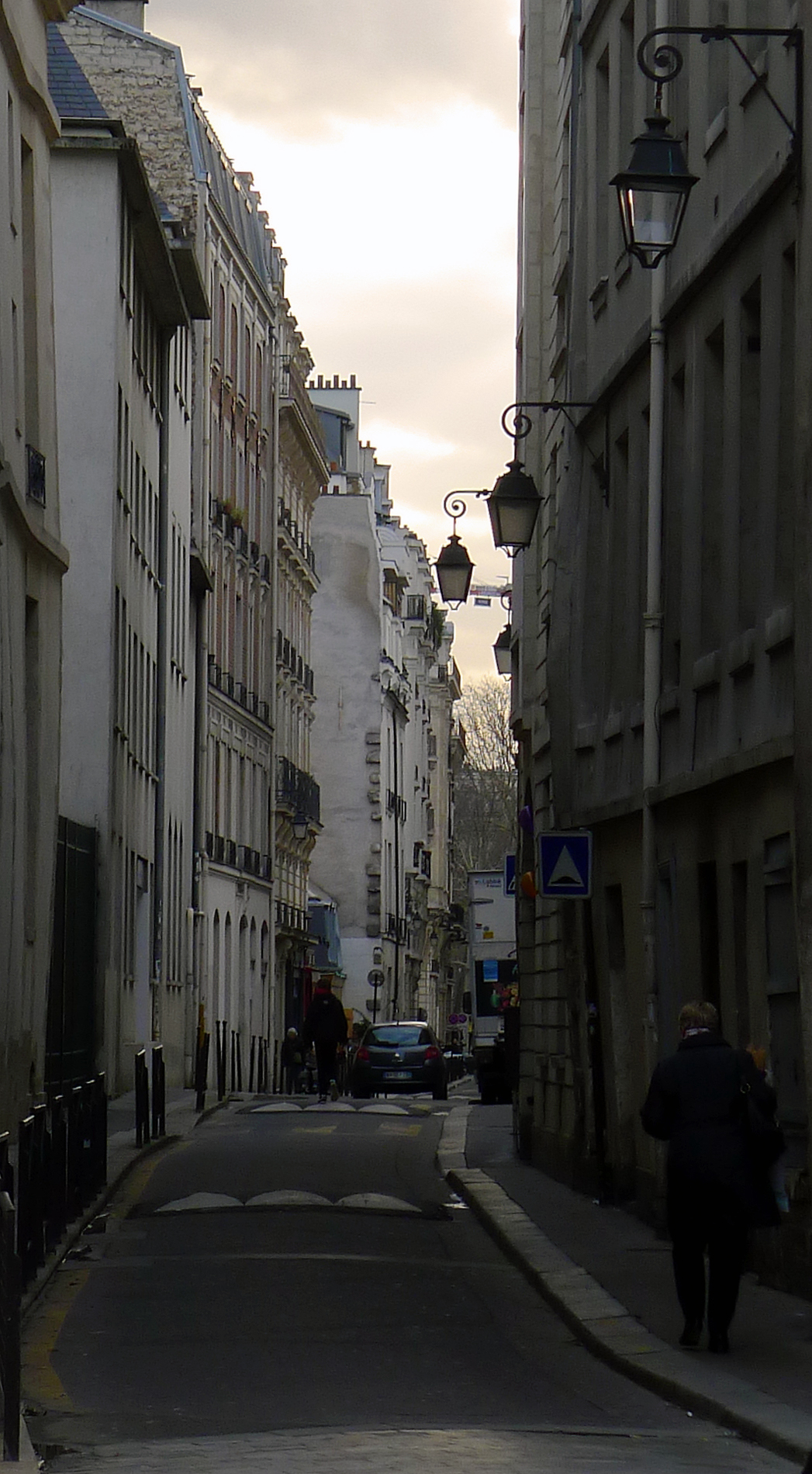
Une voie étroite et encaissée.

## Historique
Cette voie, qui existait déjà en 1358, occupe une partie de l'emplacement d'une voirie et de l'ancien champ au plâtre. Cette rue qui était située hors de l'enceinte de Philippe Auguste, fut nommée « rue de Put-y-Musse ». Ces mots « Put-y-Musse » signifiaient « fille publique » ou « putain s'y cache ». En effet, cette rue sale et étroite servit longtemps de repaire aux prostituées.
Une « rue de Pute-y-Muce » est citée dans Le Dit des rues de Paris, de Guillot de Paris. Jean de La Tynna situe cette rue de Pute-y-Muce à proximité de la rue Tiron : 
- soit la rue Cloche-Perce ;
- soit une rue qui communiquait anciennement de la rue Cloche-Perce à la rue Tiron.

Elle devient successivement, par corruption, « rue du Petit-Musse », « rue du Petit-Muce » puis « rue du Petit-Musc ».
Elle est citée sous le nom de « rue du petit Muz » dans un manuscrit de 1636 ou le procès-verbal de visite indique qu'elle est « trouvée orde, salle et pleine de boues et immundices ».
Elle apparaît également sur un plan du XVIe siècle sous le nom de « rue des Célestins », parce que le couvent des Célestins y était situé.
Une décision ministérielle du 8 nivôse an IX (29 décembre 1800) signée Chaptal fixe la moindre largeur de cette voie publique à 9 mètres. Cette largeur est portée à 12 mètres, en vertu d'une ordonnance royale du 5 décembre 1830.
Au XIXe siècle, la rue du Petit-Musc, d'une longueur de 333 mètres, qui était située dans l'ancien 9e arrondissement, quartier de l'Arsenal, commençait au 10, quai des Célestins, rue de Sully et quai Morland et finissait aux 210-212, rue Saint-Antoine.
En 1881, une pétition des habitants des rues Beautreillis, Charles-V, des Lions-Saint-Paul et du Petit-Musc est adressée à la ville de Paris, pour se plaindre que ces voies soient dépourvues d’eau potable et réclamer l’ouverture d’une fontaine publique.

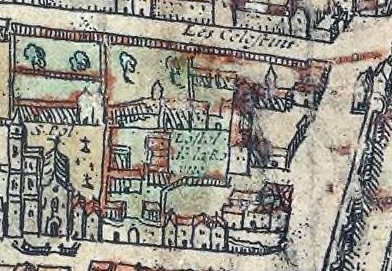
En haut de l'image, la rue du Petit-Musc, appelée alors « rue des Célestins » (plan de Braun et Hogenberg, vers 1530).
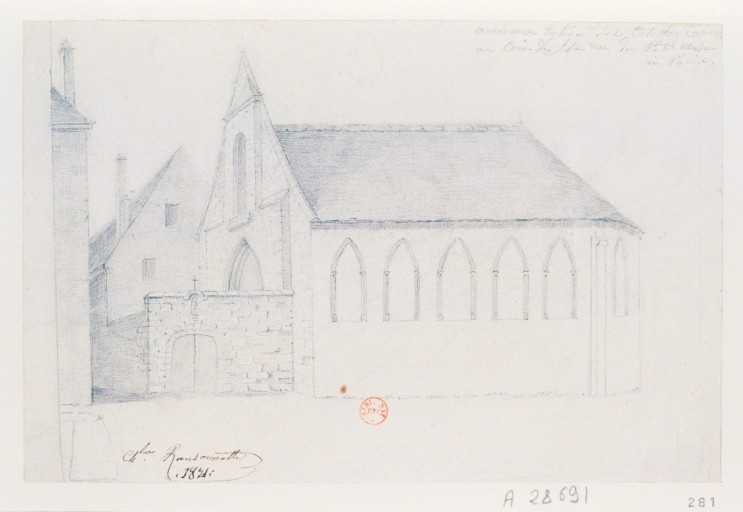
L'ancienne église des Célestins, au coin de la rue du Petit-Musc (dessin de 1831).
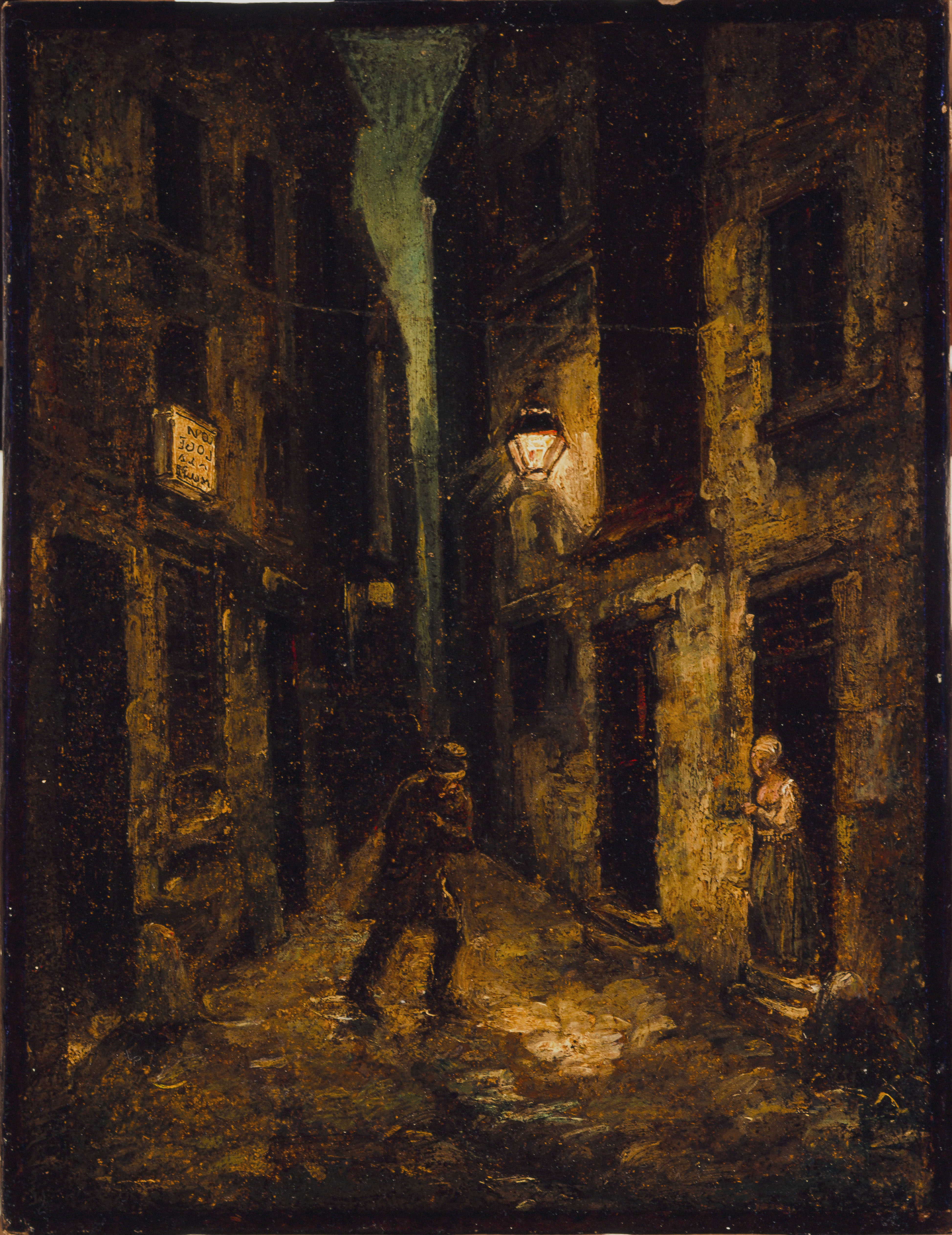
La Rue du Petit-Musc (1838) par Charles Raymond Chabrillac, musée Carnavalet.

## Bâtiments remarquables et lieux de mémoire
- Au débouché sur la Seine : emplacement de l'ancien port Saint-Paul.
- No 1 : hôtel de Fieubet à l'emplacement d'une résidence des archevêques de Sens qui fut acquise par Charles V pour réaliser l'hôtel Saint-Pol. L'hôtel de Fieubet fut construit pour Gaspard III de Fieubet, conseiller au Parlement et maître des requêtes (1654), chancelier de Marie-Thérèse en 1671, par Jules Hardouin-Mansart dans le style espagnol, tel que nous pouvons le voir. Il resta dans cette famille jusqu'en 1758 et après avoir connu différents propriétaires, il fut défiguré par l'un d'eux en 1858 qui y fit construire des bâtiments parasites. En 1877, il devint l'école des pères de l'Oratoire et, au milieu du XXe siècle, l'école Massillon. Les façades sur la rue et le quai sont classées aux monuments historiques.
- Aux nos 2 à 8 se situait l'entrée du couvent des Célestins. Ce dernier s'étendait de la rue du Petit-Musc jusqu'au no 12 de l’actuel boulevard Henri-IV. Devenue dissipée, la communauté est dispersée en 1779. Durant la Révolution française, le couvent servit de caserne aux gardes nationaux puis, après transformation, il devint, en 1802, la caserne des Célestins. En 1840, une annexe, la caserne du Petit-Musc, lui fut construite. Une caserne de pompiers a pris place dans les jardins de cet établissement. L’église du couvent est située à l’emplacement du no 2[9].
- No 20 : ici habitait en 1885, le peintre Jean Eugène Baudelocque[10].
- Aux nos 26 à 30 se trouvait l'hôtel d'Albret, édifié aux XIVe et XVe siècles[11].
- No 27 : ancienne maison bien entretenue.
- No 29 : c'était la partie arrière de l'hôtel de Charny qui donnait au 22, rue Beautreillis.
- No 35 : dans la cour se situait une auberge du XVIe siècle, à l'enseigne de la Herse d'Or. Les écuries étaient situées dans des souterrains voûtés avec des piliers et l'accès se faisait par une rampe visible à gauche de la cour. Sous Henri IV, les écuries royales allaient jusqu'au 22, rue Beautreillis (à confirmer).

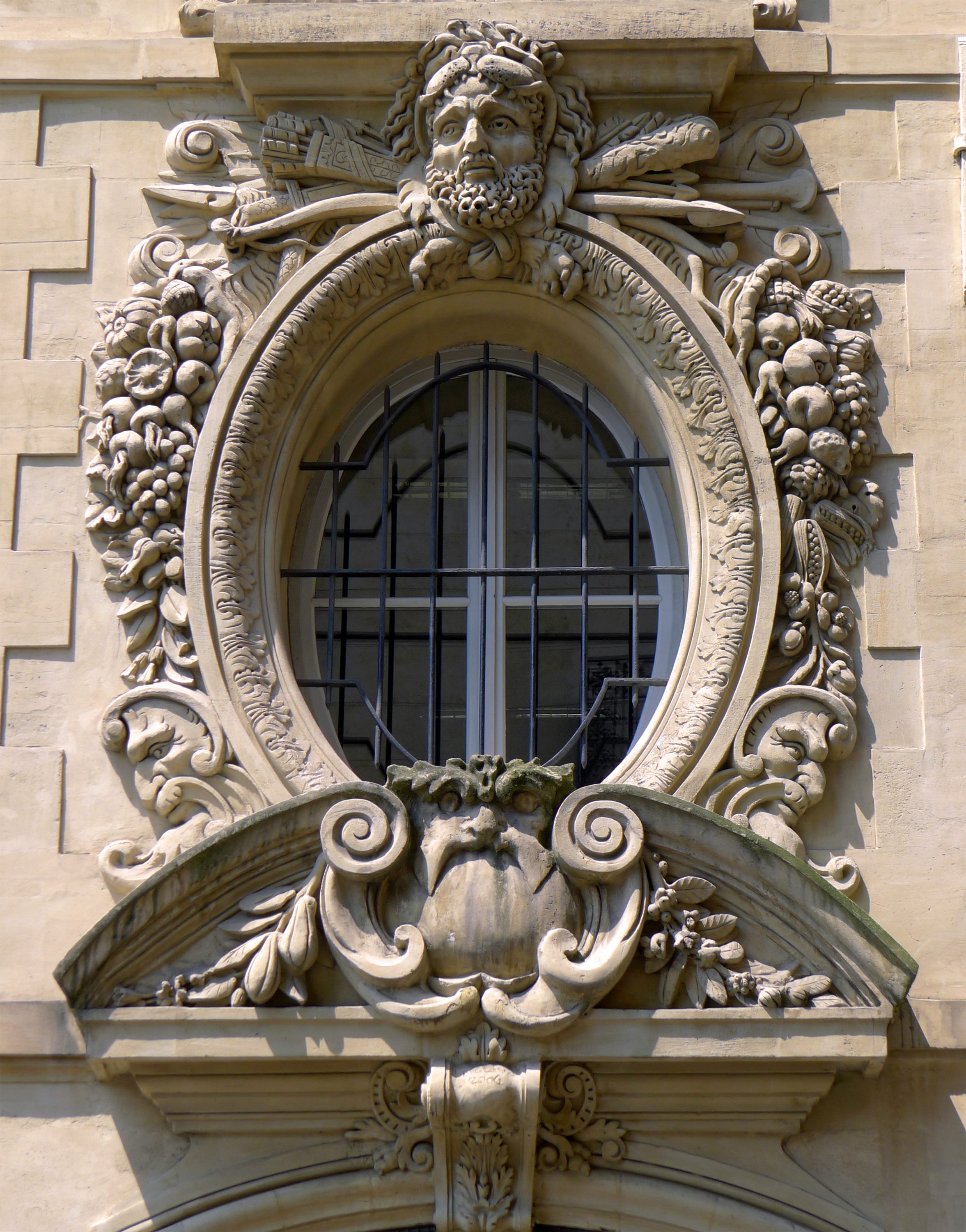
Décoration de l'hôtel Fieubet.